# Ordinador portable

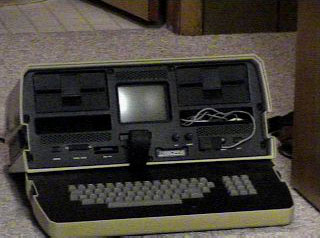
Osborne 1

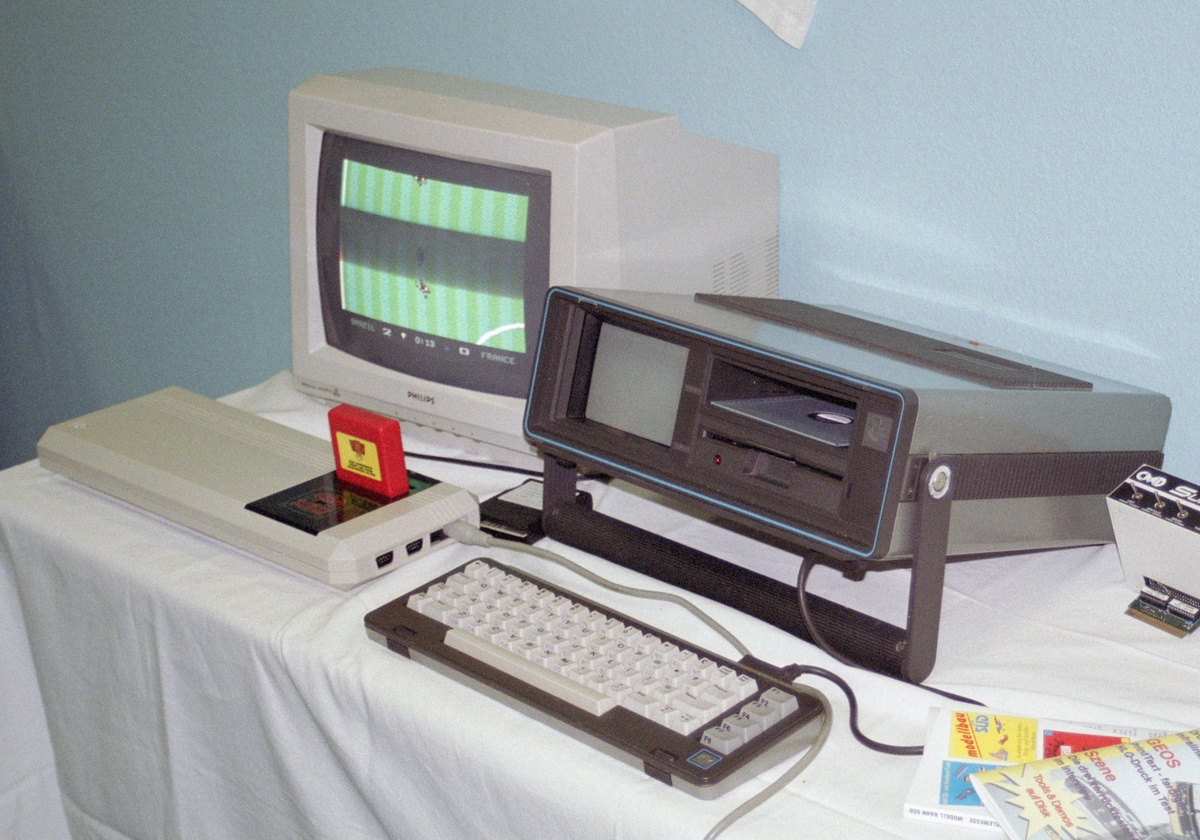
Commodore SX-64 i Commodore 64 Game Station.

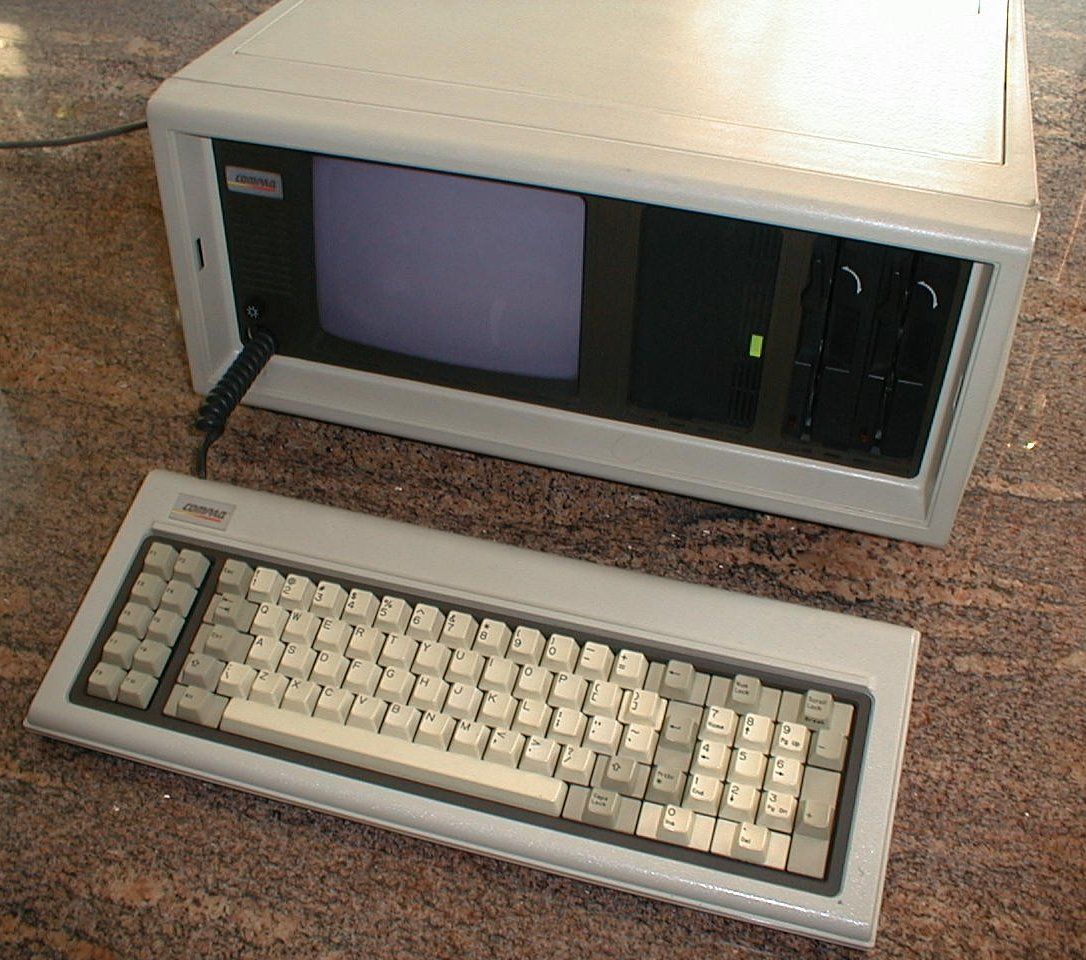
Compaq "portable" ; el primer "portable" compatible IBM PC.

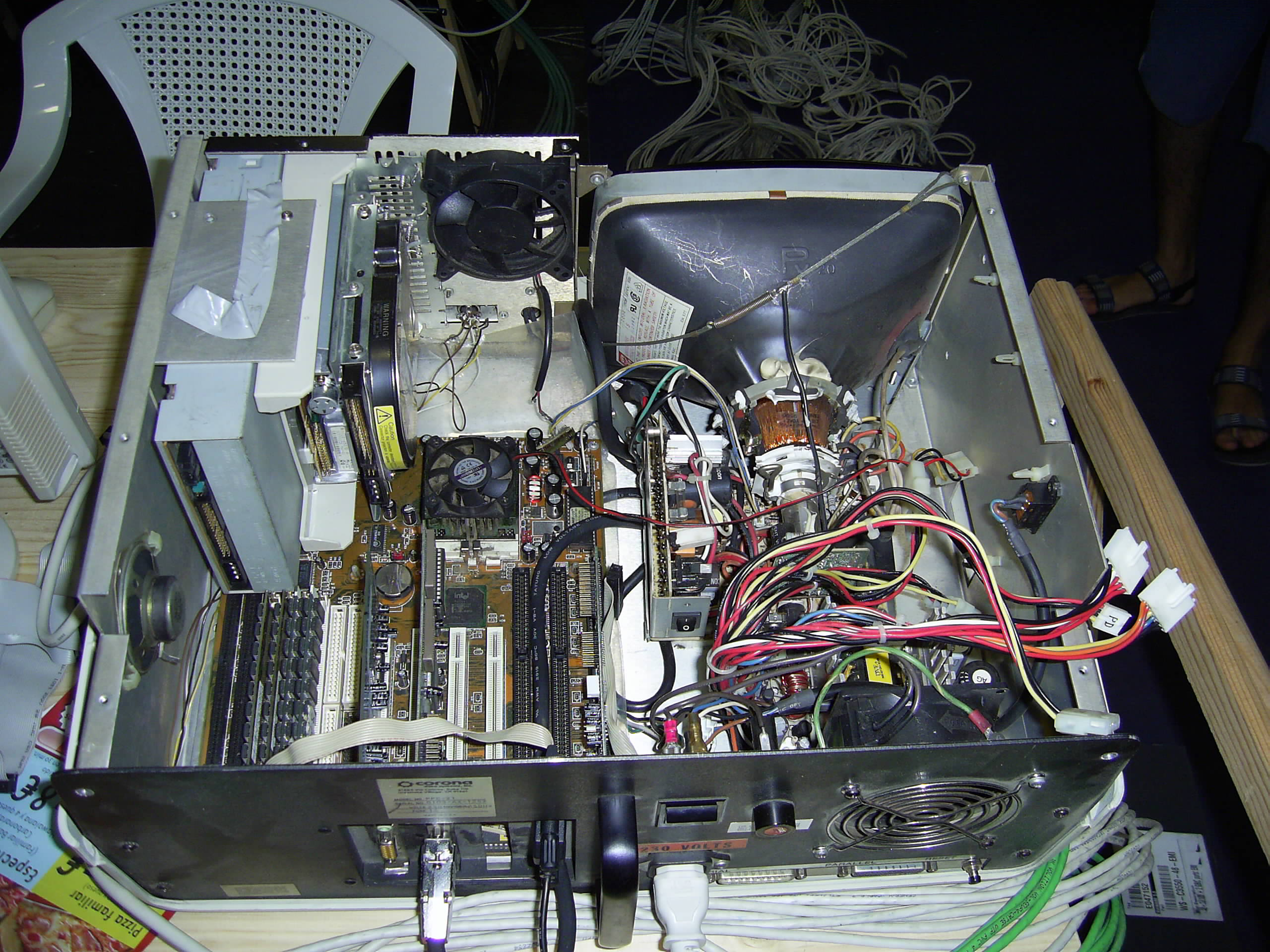
Modding del Corona "portable".

El terme ordinador "portable"  s'utilitza per a aquells ordinadors dissenyats per a ser transportats amb relativa facilitat, però sense  funcionar de manera independent del corrent elèctric. Majoritàriament són equips construïts entre l'any1980 i l'any 2000, amb una mida similar a la caixa del primer IBM PC, una pantalla integrada de tub de raigs catòdics d'entre 5 i 9 polzades i almenys una unitat d'emmagatzematge (en general un disquet de 5,25). En tots els casos, no tenen bateria en cap dels models comercialitzats.

## Característiques
El primer ordinador "portable" va ser l'Osborne 1, desenvolupat per Adam Osborne. Encara que en un anunci publicitari es veia un feliç executiu balancejant el seu Osborne, qualsevol que hagi sostingut els 12 kg que pesa sap les conseqüències de la inèrcia. Va ser seguit pel Kaypro II, un altre ordinador amb sistema operatiu CP/M, amb la caixa completament de metall i un monitor integrat de 9 polzades (peró encara pesava més que el seu rival).
Per a aquests primers "portables" es va encunyar el terme anglès luggable, per recalcar les seves grans dimensions i pes i el que només es podien canviar de lloc ocupant una part important de la taula, en contrast amb alguns models de Bondwell, més propers als actuals portàtils. Avui dia se segueix usant per referir-se als portàtils amb una pantalla TFT de 17 polzades o més, que no es poden fer servir còmodament en un seient del transport.públic
En el camp del compatible IBM PC, el Compaq "portable" es va avançar a l'IBM "portable" , sent seguits ambdós per nombrosos equips similars com el Corona "portable" . Amb l'aparició de les pantalles LCD, es van començar a generalitzar els models compactes amb aspecte de caixa de sabates, amb la pantalla basculant sobre un lateral, tapada pel teclat quan en tancar-lo, un disc dur MFM i/o una unitat de disquet, ambdues de 5,25 i mitja alçada al lateral dret, i 1 o 2 slots per posart targetes de tipus científic, com a convertidors A/D o oscil·loscopis, que eren molt usats en laboratoris com a equips de camp.
Una variant d'aquests equips van ser els equips més robusts per a ús militar, pensats per equipar llocs de comandament mòbils o unitats d'artilleria i control de míssils. Des de compatibles PC a equips de Silicon Graphics han servit a les files de tots els exèrcits fins a ser substituïts pels moderns equips miniaturitzats de baix consum.
En el camp de la indústria nombrosos controladors lògics programables com el serbi LPA512 van adoptar aquest format per la seva facilitat de reubicació.
El primer "portable" amb pantalla de color va ser el Commodore SX-64. Els "portables" amb pantalla color han estat rars, ja que les pantalles eren molt més cares de produir,fins que va arribar l'abaratiment de les pantalles TFT i  amb l'apogeu dels portàtils ultralleugers, subnotebooks, PDAs i portàtils d'altes prestacions, es van veure desplaçats del mercat.
Molts d'aquests vells equips han estat elegits per a fer modding, i on abans hi havia una placa mare de compatible XT han posat moderns Pentium IV, Athlon 64 o plaques EPIA amb VIA C3. Les velles pantalles monocromes o són substituïdes per monitors VGA  o s'utilitzen en mode dual.

## Història
van ser els ordinadors portàtils de principis i mitjans dels anys vuitanta, com ara l'Osborne I, el Kaypro II, el Compaq "portable"  i el Commodore. Aquests ordinadors tenien una font d'alimentació de la CPU, una pantalla, una unitat de disquet i una font d'alimentació, tot en una sola carcassa. Amb un rendiment similar als ordinadors de sobretaula de l'època, eren relativament portàtils i venien amb un teclat adjunt que es podia plegar com una coberta protectora quan no s'utilitzaven. Es podien utilitzar en qualsevol lloc on hi hagués prou espai i una presa de corrent disponible, ja que no tenien bateria.
El desenvolupament del format portàtil va donar un nou impuls al desenvolupament de l'ordinador portàtil. Molts dels primers portàtils tenien característiques de portabilitat limitades, que requerien accessoris que reduïen encara més la mobilitat, com ara unitats de disquet externes o dispositius apuntadors de trackball. Un dels primers portàtils relativament autònoms va ser l'EUROCOM 2100, basat en la CPU Intel 8088, que replicava la funcionalitat dels models d'escriptori sense requerir una docking station
El desenvolupament de la informàtica moderna ha portat a què la majoria dels ordinadors portàtils s'utilitzin en una ubicació semipermanent, sovint connectats permanentment a una font d'alimentació externa. Això suggereix que existia un mercat per a aquesta categoria d'ordinadors portàtils que podia aprofitar la reducció de la necessitat de portabilitat dels usuaris, permetent components d'alt rendiment, una major capacitat d'actualització i pantalles de més qualitat. Els ordinadors de substitució d'escriptori també s'utilitzen sovint amb un replicador de ports, per aprofitar al màxim la comoditat d'un escriptori fix.

## Components
Alguns ordinadors portàtils, especialment els dissenyats per als videojocs, són particularment potents i tenen components que generalment són més grans i pesants que els ordinadors portàtils de gamma mitjana (per exemple : Ordinadors Alienware, gamma Toshiba Qosmio, gamma Asus ROG, etc.).
Pel que fa a la CPU (Unitat central de processament), els processadors per a ordinadors portàtils són més eficients energèticament i produeixen menys calor que els processadors dels ordinadors d'escriptori, però no són tan potents, amés a més hi ha una àmplia gamma de processadors dissenyats per a ordinadors "portables" disponibles d'Intel ( Pentium M, Celeron M, Intel Core i Core 2 Duo), AMD ( Athlon, Turion 64 i Sempron), VIA technologies, Transmeta i altres.

## Llista d'ordinadors "portables"

### Commodore
- Commodore SX-64

### Compaq
- Gamma Compaq "portable"

### Corona
- Corona "portable"

### Institut Ivo Lola Ribar
- PA512
- LPA512

### IBM
- IBM PC "portable"
- IBM PC Convertible

### Kaypro
- Kaypro II[5]
- Kaypro IV
- Kaypro 10
- Kaypro 4
- Kaypro 2X
- Kaypro "New" 2
- Kaypro 4+88
- Kaypro 16
- Kaypro 1

### Osborne
- Osborne 1
- Osborne Executive

### Prologica
- Prologica Solution 16